# リスキーエッジ
『リスキーエッジ』は、原作：荒正義、作画：押川雲太朗、闘牌協力：須田良規による日本の漫画作品。2005年～2009年までに『近代麻雀』（竹書房）にて、全90話連載された。
単行本は2巻まで発売された後に刊行が途絶えていたが、2010年3月よりタイトルを『反逆の麻雀 リスキーエッジ』と改めた上で、コンビニコミックで再び1話より全5巻出版された。

## 概要
「高レート麻雀」で凌ぐ男、吉岡 光正。己が持つ唯一の才能である麻雀を武器に、勝ち続け、誰よりも強くなることを求める。

## 主な登場人物
吉岡 光正（よしおか みつまさ）
主人公。自らの麻雀の腕に絶対の自信を持っており、幼少時代から博奕麻雀だけで生き続けてきた男。常に冷静沈着で人を頼らず、最後まで諦めずに己を信じ続けることこそが勝利につながると考えている。
元々は青柳の下で代打ちとして働いていたが、春香を助けるために代打ちをクビになり、以降は春香とともに別の場で自らの麻雀の腕を試していく。
北陸の寂れた漁村で妾の子として生まれ、ひどい境遇の中で育ったため、人を信用しない好戦的な性格が形成された。しかし東京で青柳という初めて尊敬できる存在に出会い、彼を越えたいという目的を持つようになった。さらに春香たち仲間との交流で、少しずつ心を開いていく。
その打ち筋は徹底的な攻撃型（鎌田曰く「ハードパンチの持ち主」）であり、裏ドラの無い競技ルールにおいても積極的にリーチを駆使し相手を「攻め潰す」スタイルを貫く。常に牌効率に忠実に打ち、捨て牌の迷彩をほとんどしないため手を読まれやすいが、どんな状況でもリスキーな攻めを貫くことにより相手の精神を折り、勝利への糸口をつかむことが多い。
梅コブ茶が好物。
井上 春香（いのうえ はるか）
吉岡の大学の後輩であり、パートナーの女性。育ての親であった叔父に借金のカタとして売り飛ばされそうになったところを吉岡に助けられ、以降は吉岡のために生きることを選ぶ。見かけによらず豪胆な性格をしており、強面の男達を相手に堂々と交渉をし、負ければ破産確実な状況であっても、吉岡に絶対の信頼を置いて勝負へと駆り立てる。
青柳（あおやぎ）
麻雀を始めとする様々なギャンブルの賭場を経営する男。冷徹で残忍な性格であり、弱者から毟れる金は徹底的に奪い取る。元々は楊夫人の代打ちとして生きてきただけあり、麻雀の腕は吉岡と対等以上に戦えるほどの実力。
かつては吉岡と同じように無鉄砲な生き方をしていたが、寺田から敦を預かって以降、負けないことを意識した理知的な思考に変わっていった。しかし単に受け身になるのではなく、勝負どころを見極める的確な判断力と鋭い攻撃力を有し、最高峰の打ち手として吉岡の前に立ちふさがる。
大友（おおとも）
青柳の経営する賭場でボーイとして働いていた男。借金の返済が滞ったことと、吉岡への嫉妬心から、吉岡が貯め込んでいた大金を窃盗団を雇って奪った。その後、春香からの（半ば脅迫混じりの）要請で吉岡を手伝ったことで、吉岡との自分の実力差を受け入れるとともに彼の人間性に惚れ、以降は吉岡と春香のために奔走するようになる。
アキラ
大友が代打ち候補としてつれてきた男。高打点型ではないが状況に応じた柔軟な麻雀を打つ。吉岡との対決後しばらく中村の元にいたが、青柳に腕を認められ青柳の賭場の一員となる。
中村（なかむら）
高利貸しの男。青柳の賭場に出資して共同経営者となっている。吉岡を目の敵にして様々な手段で潰そうとしたが返り討ちに遭い、最終的には青柳と決裂して姿を消した。
佐野（さの）
吉岡や春香と同じ大学に通う男。麻雀の基本的な技術は高いが、一級の場での経験の薄さから吉岡に惨敗する。以降は吉岡の腕に惚れ込んで、春香の経営する賭場で打ち手として働く。
楊 裕美（よう ゆみ）
強力な資産家である楊 倫慶（よう りんけい）を夫に持つ女性。別荘に金持ちを招いて、超高レートの麻雀賭場を開いている。
寺田（てらだ）
麻雀の代打ちとして生きる男。かつて吉岡の故郷で彼に麻雀を教え、吉岡が故郷を捨てる原因にもなった人物。楊夫人の麻雀にて、健一の代打ちとして再会する。
和了るべきときに確実に和了りを重ねていく堅実な打ち筋。強者と直接ぶつかることを避けて、崩れた人間を確実に潰すことで勝利をものにする。
かつては関東ナンバー1の打ち手とまで呼ばれたほどの存在であり、面倒見の良さから地域のほとんどの麻雀打ちと通じていた。しかし息子の敦に先天性の病が発覚したため、自分の出資者をはめて手術費用をだまし取り、青柳に築き上げてきた地盤を譲り、敦をも託して、東京から姿を消していた。
柴田 健一（しばた けんいち）
吉岡の腹違いの兄。吉岡の父である資産家柴田一郎の四男。妾の子でありながら何かと目につく吉岡を目の敵にし、寺田を使って吉岡を故郷から追い出した。楊夫人の麻雀にて吉岡と再会する。
鎌田（かまた）
昔は選手として活躍したが競技プロに転向し活躍中（天上位三連覇）。中村の要請で刺客として吉岡と対局し敗れたが、実力は本物（吉岡の評価）。代打ち時代の寺田に世話になった1人。
ロバート
楊夫人の代打ち。常にサングラスをかけ、人を食ったような軽薄な態度を取る男。鎌田曰く「頭が数字のパズルでできている」人間であり、捨て牌のみならず、あらゆる卓上の要素を計算した上での鋭い読みを武器とする。しかしそれ故に、半荘5回以上の長丁場の闘いができない「虚弱体質」（吉岡の評価）であり、後半は松永に交代してもらうことがほとんど。常に攻めを貫く吉岡のスタイルを「感覚の無いバカ」と蔑んでいる。
松永（まつなが）
楊夫人の代打ち。手堅く闘い2・3着を狙う守りの麻雀を打つ。ロバートのスタミナが切れた後の交代要員とされることが多い。
敦（あつし）
青柳の育てている子供。実の父親は寺田。自分と青柳に血のつながりがないことを知っているが、それでも彼を強く慕っており、博打打ちであることにもあこがれを抱いている。ネット麻雀が趣味で、「キングあつし」というHNを使っている。

## 書籍

### 漫画

#### リスキーエッジ
1. ISBN 978-4812465097 2006年09月16日刊行
2. ISBN 978-4812465820 2007年05月07日刊行

#### 反逆の麻雀　リスキーエッジ
- 背信の闘牌 ISBN 978-4812469934 2010年03月19日刊行
- 刺客・鎌田編  ISBN 978-4812469972 2010年04月16日刊行
- 寺田編 ISBN 9784812473047 2010年05月 刊行
- ロバート編 ISBN 9784812473115 2010年06月刊行
- 最終決戦 ISBN 9784812473160 2010年07月刊行